# خوش‌نوای قهوه‌ای
خوش‌نوای قهوه‌ای (نام علمی: Gerygone mouki) نام یک گونه از سرده خوش‌نوا است.